# اتفاقية أوسلو للإغراق
كانت اتفاقية منع التلوث البحري الناجم عن إغراق السفن والطائرات تسمى أيضًا اتفاقية أوسلو Oslo Dumping Convention معاهده دولية تهدف إلى التحكم في إلقاء قمامة بحرية. تم اعتماده في 15 فبراير 1972 في أوسلو النرويج ودخل حيز التنفيذ في 7 أبريل 1974. الموقعون الأصليون هم الدنمارك وفرنسا وأيسلندا والنرويج والبرتغال وإسبانيا والسويد. وكان من بين الأعضاء اللاحقين المملكة المتحدة (1975)، وهولندا (1975)، وألمانيا (1977)، وفنلندا (1979)، وأيرلندا (1982)، وبلجيكا (1985).
شملت المنطقة التي تغطيها المعاهدة المحيطين الأطلسي والمحيط المتجمد الشمالي والقطب الشمالي  وخط عرض 36° شمال، خط طول 42° غرب وخط طول 51° شرق، باستثناء بحر البلطيق والبحر الأبيض المتوسط. حظرت الاتفاقية إغراق هالوكربونات ومرکب سیلیکون عضوی (مع بعض الاستثناءات)، والزئبق ومركبات الزئبق، وكادميوم ومركبات الكادميوم، ولدائن غير القابلة تحلل حيوي ومواد ثابتة الأخرى وكذلك "المواد التي تم الاتفاق عليها بين الأطراف المتعاقدة على أنها من المحتمل أن تكون مسببة للسرطان في ظل ظروف التخلص منها. " المواد "والخردة المعدنية و" النفايات الضخمة الأخرى."
كما حددت الاعتبارات الواجب مراعاتها في إصدار تصاريح الإغراق من قبل كل دولة موقعة وطالبها بإنفاذ الاتفاقية داخل بحرها الإقليمي وبذل الجهود لمنع إغراق المواد خارج الحدود المحددة للاتفاقية.

## تعديل 1981
تم تعديل الاتفاقية مرة واحدة، في ديسمبر 1981، ودخل التعديل حيز التنفيذ في فبراير 1982. واستبدلت اتفاقية أوسلو باتفاقية حماية البيئة البحرية لشمال شرق المحيط الأطلسي أو «اتفاقية أوسبار» عندما دخلت حيز التنفيذ في 25 مارس 1998.